# Sacrorum conciliorum nova et amplissima collectio

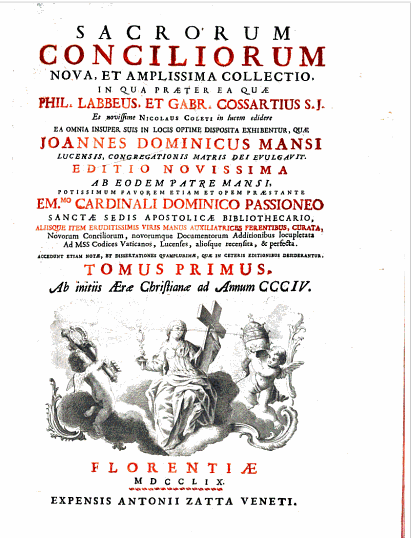
Sacrorum conciliorum nova, et amplissima collectio (Святых соборов новое и обширнейшее собрание) том 1. Флоренция 1759 год.

Sacrorum conciliorum nova et amplissima collectio, Святы́х собо́ров но́вое и обши́рнейшее собра́ние — собрание документов на древнегреческом и латинском языках: актов поместных, Вселенских соборов, а также посланий императоров и иерархов, относящихся к ним, начиная с I века. Часть документов соборов первого тысячелетия сохранилась только на одном языке и в издании было переведено на второй язык. Издание было начато Иоанном Домиником Манси, архиепископом Луккским. Первые тома — это перепечатка издания Филиппа Лаббе «Sacrosancta concilia ad regiam editionem exacta». Иоанн отредактировал к изданию 31 том в формате фолио, которые были напечатаны во Флоренции и Венеции в 1758—98 годах (с 1765 года уже после смерти Манси). Издание Манси оканчивается Флорентийским собором. Затем работа на долгое время остановилась. В конце XIX века и начале XX века издание продолжили аббат Мартен и архиепископ Луи Пти. Завершающие 4 тома (тома 49—53) содержат акты Первого Ватиканского Собора Римско-Католической церкви. Всего в издании опубликованы акты более чем 2500 соборов и синодов. Последний том издан в 1927 году. Всего 53 тома, но книг — 58: 17, 18 и 31 тома включают в себя по две книги, 36 том — 3 книги.